# Citadela (Budapešť)
Citadela na Gellértově hoře je dominantní fortifikační stavba celého vrcholku a známá turistická atrakce Budapešti. Je 220 m dlouhá a 60 m široká. Půdorys má ve tvaru písmene U.
Byla postavena po letech 1848–49, kdy došlo k Maďarské revoluci proti vládnoucím Habsburkům, jako opevnění proti sousednímu Hradnímu vrchu. Zbudovat ji nechal Julius Jacob von Haynau, velitel rakousko-uherské armády a projekt připravili Emmanuel Zitta a Ference Kasselik. Umístěno zde bylo na 60 kanónů. Během rakousko-uherského vyrovnání žádala zalitavská strana zboření pevnosti, nicméně k tomu nedošlo. Armáda ji opustila roku 1897. O dva roky později vlastnictví objektu převzalo od vojska město Budapešť.
Během druhé světové války se tu usadila německá armáda, která citadelu značně zdevastovala. V roce 1956 odsud střílelo sovětské vojsko. Dnes se v jejích základech nachází malé vojenské muzeum.